# Computing
Computing bezeichnet alle zielorientierten Tätigkeiten, die auf Computern beziehungsweise algorithmischen Prozessen aufbauen, von ihnen profitieren oder solche hervorbringen. Computing weist eine Vielzahl unterschiedlicher Ausprägungen auf, darunter der Entwurf, die Entwicklung sowie die Herstellung von Hardware und Software; die Verarbeitung, Strukturierung sowie Verwaltung verschiedener Arten von Informationen; das wissenschaftliche Forschen an und mit Computern; sowie das Sammeln von Informationen für bestimmte Zwecke. Neben diesen Beispielen lässt sich der Begriff Computing noch in vielen weiteren Kontexten verwenden.
Als wesentliche Frage, die allen Aspekten des Computing gemein ist, lässt sich formulieren: Was lässt sich (effizient) automatisieren?
Über diese allgemeinen Begriffsdefinitionen hinaus hat Computing je nach Kontext auch spezifischere Bedeutungen. Zum Beispiel bezeichnet der Begriff Pervasive Computing die Vernetzung des Alltags mittels „intelligenter“ Gegenstände, während im Kontext von High Performance Computing Rechenarbeiten mit hohem Bedarf an Rechenleistung oder Speicherkapazität gemeint sind.

## Geschichte
Ursprünglich bezeichnete Computing, abstammend vom englischen Verb compute (deutsch: berechnen), den Prozess oder die Handlung des Berechnens. Daher ist die Geschichte des Computing bereits älter als etwa die von Computer-Hardware und moderner Informationstechnologie. Sie umfasst auch Berechnungsmethoden und Algorithmen, die auf Schreibstift und Papier beziehungsweise Tafelkreide und Schreibtafel basierten. Computing ist eng verknüpft mit der Repräsentation von Zahlen, allerdings gab es bereits vor solchen Abstraktionen quasi-mathematische Konzepte wie die Mengenunterscheidung bei Tieren.

## Beispiele
- Affective Computing
- Autonomic Computing
- Cloud Computing
- Cluster Computing
- Distributed Computing
- Grid-Computing
- High Performance Computing
- Mobile Computing
- Organic Computing
- Parallel Computing
- Pervasive Computing
- Physical Computing
- Ubiquitous Computing
- Scientific Computing
- Social Computing
- Wearable Computing